# Peggy Piesche
Peggy Piesche (née en 1968 à Arnstadt, ex-RDA) est une chercheuse dans le domaine de la littérature et de la culture. Elle travaille dans la formation des adultes et à la Bundeszentrale für politische Bildung (Agence fédérale pour la formation civique) comme référente en diversité, intersectionnalité et décolonisation. 

## Biographie

### Formation
Peggy Piesche est née en 1968 à Arnstadt (Thuringe) dans l’ex-RDA. De 1974 à 1984, elle va à l’école polytechnique (Polytechnische Oberschule) d’Arnstadt, puis termine sa formation avec un baccalauréat professionnel à l’école Gotha-Friedrichswerth.
À partir de 1987, Piesche étudie l’allemand et le russe à l’école supérieure pédagogique à Erfurt/Mühlhausen en effectuant un semestre à l’étranger, à Smolensk (URSS). Après la chute du mur, Piesche déménage à Tübingen, pour y étudier, à partir de 1990, la littérature, l’histoire antique et la philosophie. Elle valide sa maîtrise en 1995,.

### Parcours professionnel
À la fin de ses études, elle enseigne, de 1996 à 1999 à l’université de Bonn et à l’université de Bochum, puis, de 1996 à 2001, elle travaille à l’université d’Utrecht, comme lectrice du DAAD à l’institut germanique.
En 2001, elle devient membre du Graduiertenkollegs (cours donnés par des membres expérimentés du personnel de recherche et d’enseignement de l’université) « de littérature de voyage et d’anthropologie culturelle » à l’université de Paderborn et a également des contrats d’enseignement à Berlin à l'Université Humboldt de Berlin et à l'Université libre de Berlin. De 2004 à 2007, Piesche travaille en tant que chercheuse indépendante à l’université Johannes Gutenberg de Mayence où elle coordonne le projet Black European Studies financé par des fonds de tiers.
Après son activité universitaire, Piesche change pour l’Institut Gunda-Werner pour le féminisme et l’égalité des genres de la Fondation Heinrich-Böll. Elle y travaille comme référente en diversité, intersectionnalité et décolonisation à la Bundeszentrale für politische Bildung.

## Positionnement

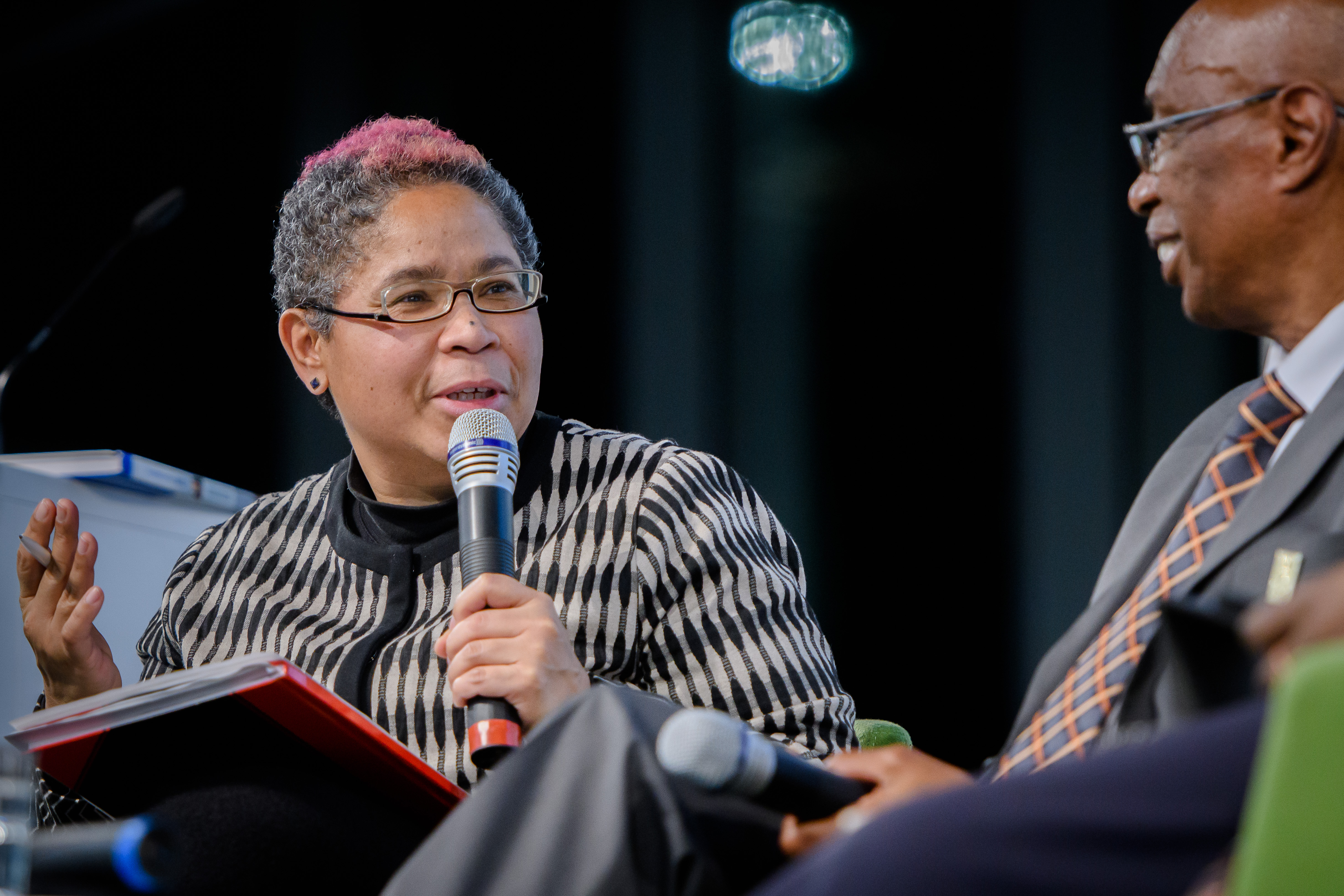
Peggy Piesche, Gunda-Werner-Institut der Heinrich-Böll-Stiftung), 2018.

Peggy Piesche est considérée comme l’une des voix les plus connues des femmes noires en Allemagne. Elle est surtout appréciée pour son expérience en tant que femme noire ayant vécu en RDA. Elle souligne l’absence de désignation critique du racisme envers les personnes et les groupes non-blancs en RDA. Elle transmet la perception de la réunification depuis une perspective marginalisée et migrante dans laquelle la réunification apparaissait surtout comme une unité de « l’Allemagne blanche de l’Est » et de « l’Allemagne blanche de l’Ouest ». Elle évoque, en même temps, l’espace ainsi gagné pour une meilleure organisation des personnes noires dans les deux parties du pays,,,.
En plus de sa perspective de femme noire et d’est-allemande, Piesche est invitée pour parler de son vécu en tant que femme lesbienne. Elle critique les acteurs de la scène gay et lesbienne allemande et décrit le Christopher Street Day comme « une histoire dépolitisée et conventionnalisée » dans laquelle les personnes noires, queers et transgenres ne sont pas représentées. De même, Piesche critique la commémoration des mouvements sociaux de 1968, où la contribution du mouvement des personnes noires et non-blanches est bien trop peu soulignée. Elle plaide pour une « décolonisation » de la commémoration des mouvements de 1968,,.

## Œuvres
Piesche est l'auteure de plusieurs publications et articles :
- Wasser aus der Wüste. Schwarze Autorinnen in Deutschland. Eine Anthologie. Berlin: Orlanda Frauenverlag, 2002.
- Gelbin.C., Konuk. K. (éd.), Aufbrüche: Kulturelle Produktionen von Migrantinnen, Schwarzen und jüdischen Frauen in Deutschland. Königstein/Ts: Ulrike Helmer Verlag,1999.
- Identität und Wahrnehmung in literarischen Texten schwarzer deutscher Autorinnen, In: Gelbin.C., Konuk.K., Piesche.P., (éd.), Aufbrüche: Kulturelle Produktionen von Migrantinnen, Schwarzen und jüdischen Frauen in Deutschland, Königstein/Ts: Ulrike Helmer Verlag,1999, p.195-205.
- Tabu?!-Wovon man nicht spricht…Interkulturelle Kommunikation in deutsch-niederländiche Beziehungen, publication du DAB, n°78, 1996-99, Heilbronn,1999.
- Befindlichkeit im Raum. Gedichte., In: Popoola. O., Sezen, B., (éd.): Talking Home. Heimat aus unserer eigenen Feder. Frauen of Color in Deutschland.  Amsterdam: Blue moon press Verlag,1999.
- Arndt. S.,: Weißsein: die Notwendigkeit kritischer Weißseinsforschung, In: Arndt. S., Ofuatey-Alazard. N. , (éd.): Wie Rassismus aus Wörtern spricht: (K)Erbe deutsche Sprache. Ein kritisches Nachschlagwerk. Münster, 2011. p. 192-193.  (ISBN 9783897715011)
- (et.al.).Mythen, Masken und Subjekte. Kirtische Weißseinsforschung in Deutschland. 4ème éd., Münster: Unrast-Verlag, 31. october 2017. (ISBN 978-3-89771-440-3)

## Sources
1. 1 2  (de) « Nicht-weißer Blick auf die Wende - Das neue "Wir" ohne uns », sur Deutschlandfunk Kultur (consulté le 29 décembre 2020)
2. 1 2 3 4  (de) « Interview mit Peggy Piesche über Lesben in der DDR: „Sichtbarkeit kann niemals nur die eigene sein“ », sur Mädchenmannschaft, 26 mai 2015 (consulté le 29 décembre 2020)
3. ↑  (en) « Peggy Piesche | Colonial Repercussions », sur www.adk.de (consulté le 5 janvier 2021)
4. ↑  (en) « Black European Studies / BEST | Center for Intercultural Studies », sur www.blogs.uni-mainz.de (consulté le 5 janvier 2021)
5. ↑  (de) « Peggy Piesche | Gunda-Werner-Institut », sur Heinrich-Böll-Stiftung (consulté le 29 décembre 2020)
6. ↑  (de) « Schwarz und deutsch? Eine ostdeutsche Jugend vor 1989 - Retrospektive auf ein ,nichtexistentes' Thema in der DDR | heimatkunde | Migrationspolitisches Portal der Heinrich-Böll-Stiftung », sur Heinrich-Böll-Stiftung (consulté le 29 décembre 2020)
7. ↑  (de) « Die Initiative Adefra zeigt Schwarzen Frauen* in Deutschland, was Mut bedeutet », sur Vogue Germany (consulté le 29 décembre 2020)
8. ↑  (de) Redaktion, « „Kritisches Weißsein ist eine Überlebensstrategie“ », sur an.schläge - Das feministische Magazin, 2 novembre 2013 (consulté le 29 décembre 2020)
9. ↑  (de) Stefan Hunglinger, « Peggy Piesche über den CSD: „Eine entpolitisierte Geschichte“ », Die Tageszeitung: taz,‎ t+: (ISSN 0931-9085, lire en ligne, consulté le 29 décembre 2020)
10. ↑  « Peggy Piesche | University Of Bayreuth, Germany - Academia.edu », sur uni-bayreuth.academia.edu (consulté le 30 décembre 2020)